# خیابان بویوکدره

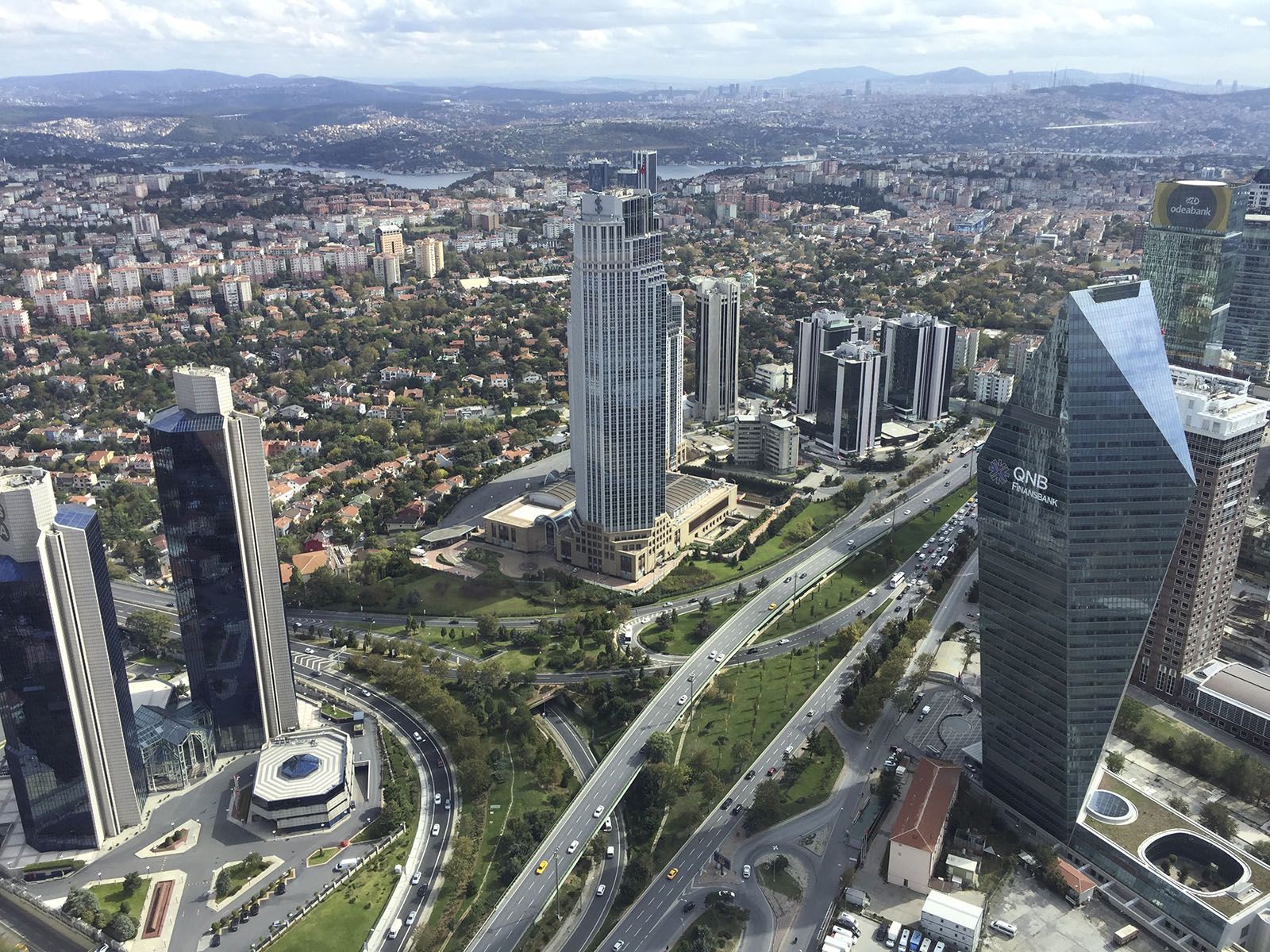
خیابان بویوکدره در تقاطع لونت

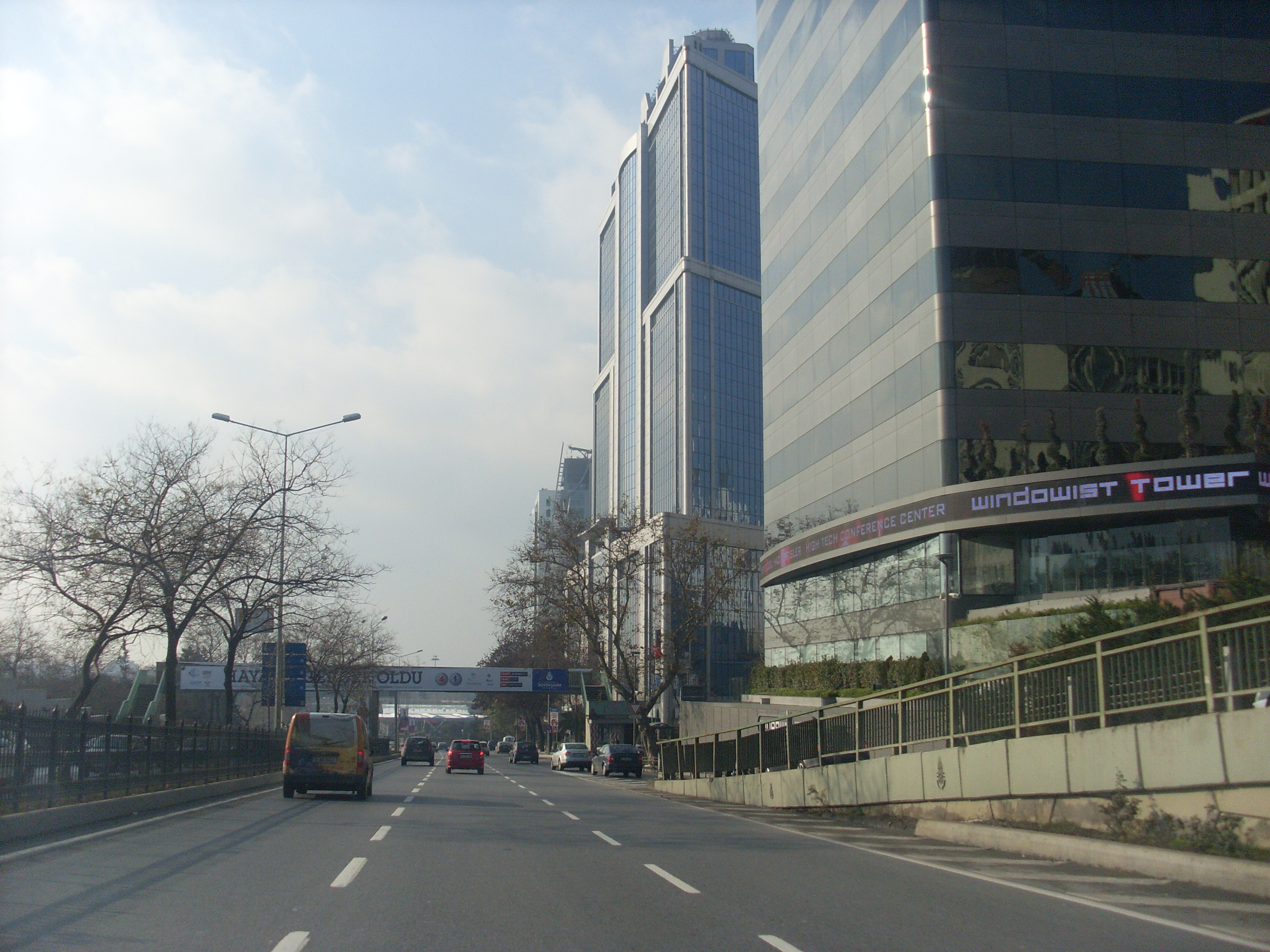
خیابان بویوکدره در ماسلاک, به سمت جنوب.

خیابان بویوکدره (ترکی استانبولی: Büyükdere Caddesi) یکی از خیابان بزرگ و مهم شهر استانبول، ترکیه است.
این خیابان که در بخش اروپایی استانبول قرار دارد از مناطق شیشلی، بشیکتاش و ساری‌یر عبور میکند. 
بخشی از خط ام۲ متروی استانبول از زیر این خیابان عبور میکند، ایستگاه‌های شیشلی-مجیدیه‌کوی، گایرت‌تپه، لونت، ۴. لونت سانایی، آی‌تی‌یو-آیازا، آتاترک اوتو سانایی و داروش‌شافاکا در خیابان بویوکدره قرار دارد.

## نگارخانه

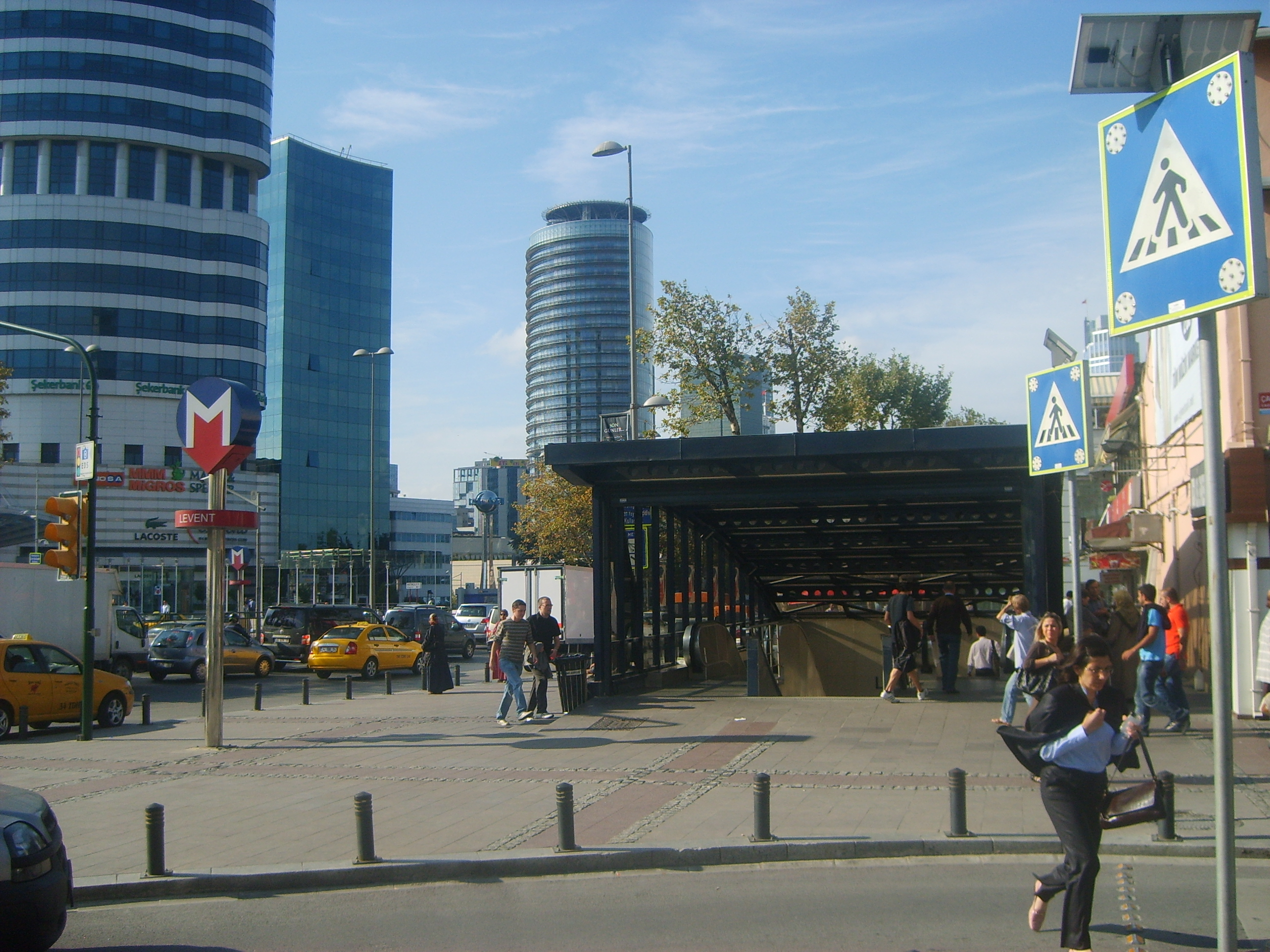
ایستگاه لونت در خیابان بویوکدره
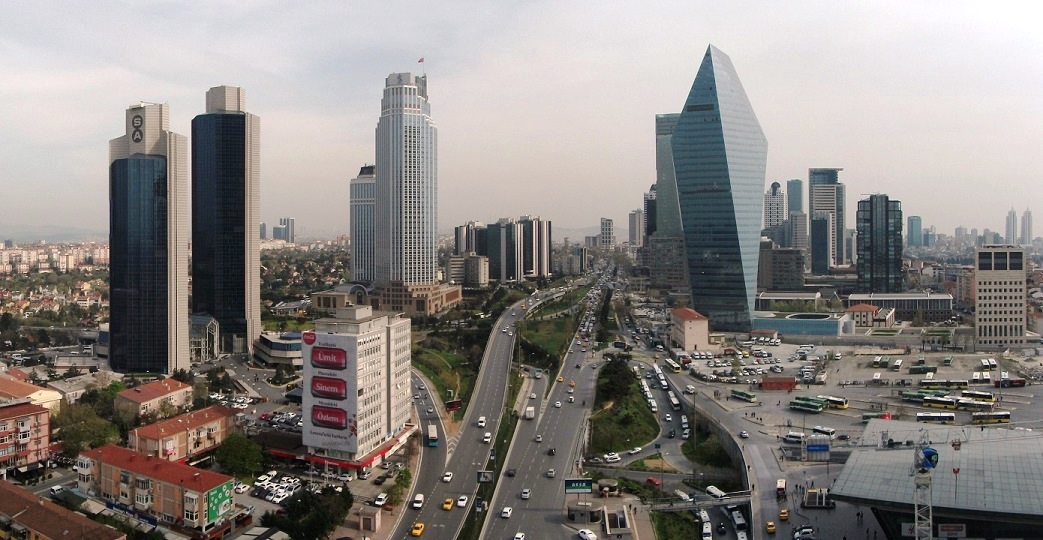
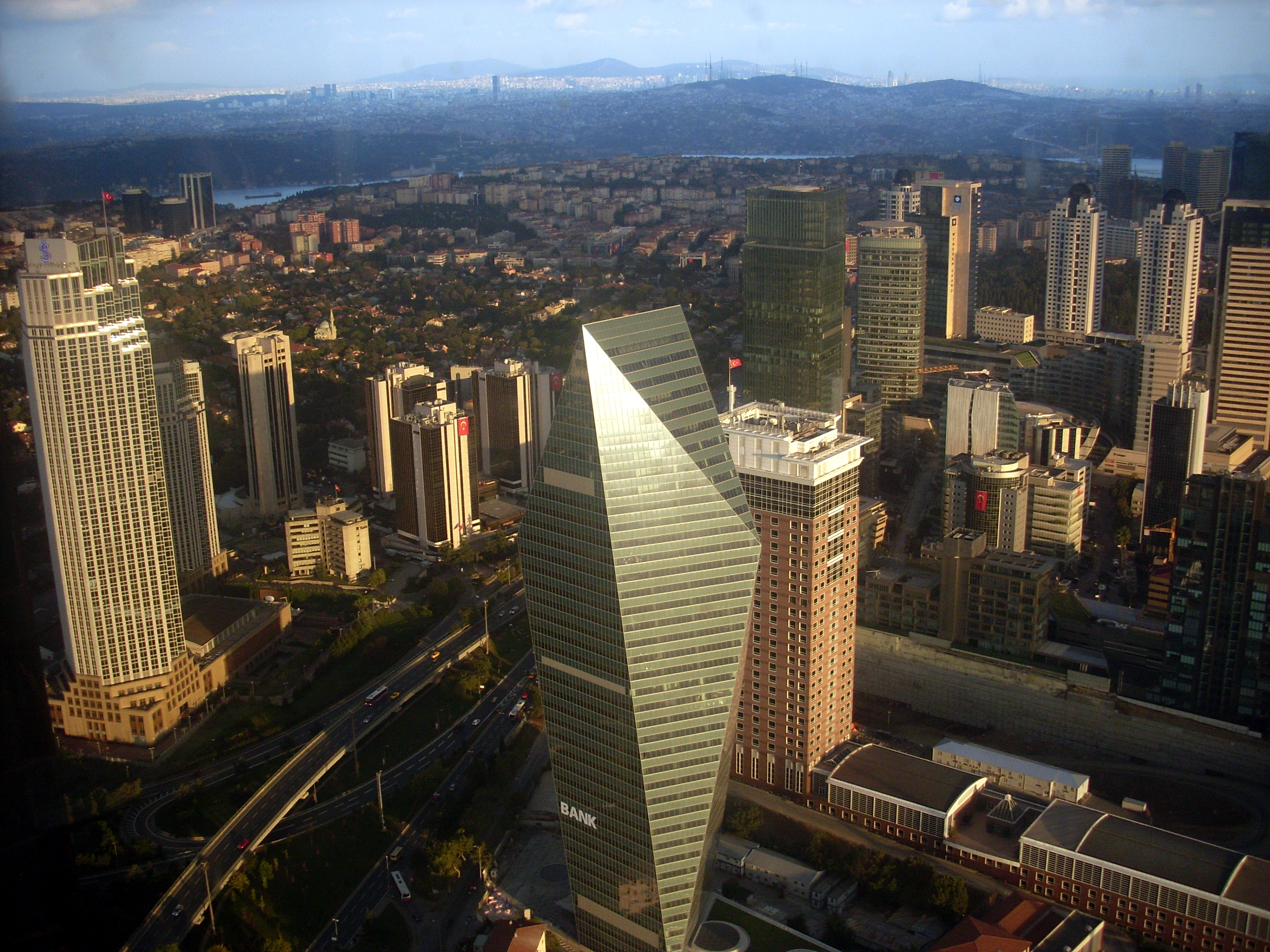
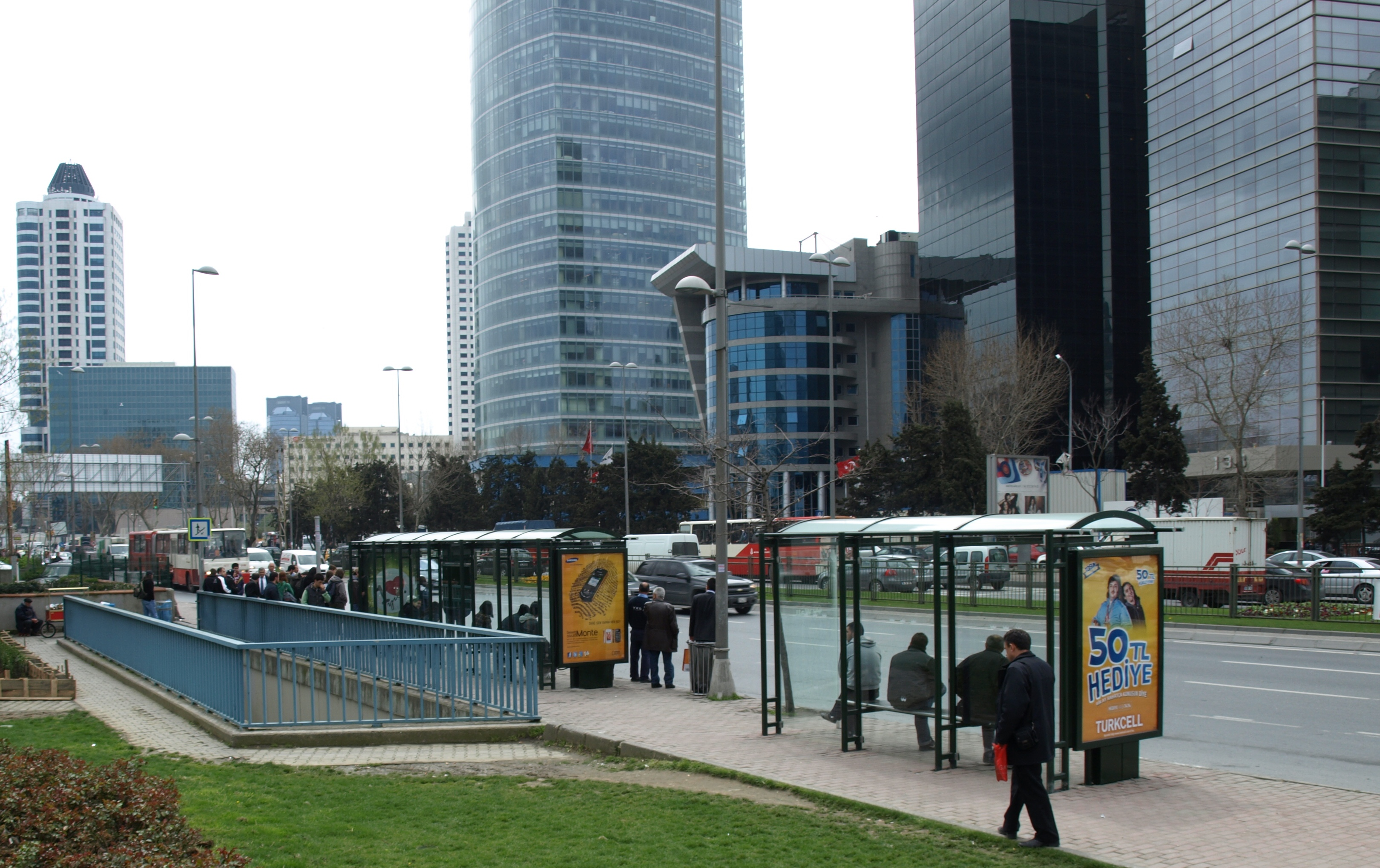